# Compluvium

Compluvium dans l'ensemble de la terminologie des éléments de la maison romaine.

Le compluvium est le terme latin pour désigner une ouverture dans le toit destinée à recueillir les eaux de pluie.
Ces eaux vont ensuite dans l'impluvium, bassin creusé dans le sol de l'atrium de l'habitat étrusque puis romain.
Ce compluvium était supporté par quatre colonnes d'angle et était de même surface que l'impluvium.
|  |  |